# 早稻田大學系屬早稻田實業學校
早稻田大學系屬早稻田實業學校是位於日本東京都國分寺市本町一丁目地區的私立學校，設有小學、中學及高等學校。
其棒球部自1910年代起即已成立，至今參加全國高等學校棒球錦標賽及選拔高等學校棒球大會分別已累積超過二十次。

## 歷史
曾擔任日本內閣總理大臣的大隈重信在創立現今早稻田大學的前身東京專門學校後，為繼續往中等教育發展其教育理念，於1901年成立「早稻田實業中學」，最初借用當時也是早稻田體系相關人員創立的「早稻田中學校」（現在的早稻田中学校及高等学校）校舍上課。
1902年成為實業學校後更名為「早稻田實業學校」，並在1903年遷移至早稻田大學校內上課，1907年再遷移至早稻田鶴卷町，1917年由於早稻田騷動開始脫離早稻田大學的體系獨立運作。
1926年至1944年期間曾併設「早稻田商科學校」，1944年因日本政府因應戰時的需求一度改設為「早實工業學校」，1945年更因東京大轟炸造成校舍損毀；直到戰爭結束後才再度借用早稻田中學校的校舍恢復上課。
1947年及1948年配合日本的學制改革成為新學制的學校，但名稱仍維持使用下「早稻田實業學校」，下設中學部及高等部。
1963年與早稻田大學簽訂「早稻田實業學校的編入早稻田大學系列相關合意書」後，再次回到早稻田大學的體系，成為早稻田大學系屬學校。
2001年將中學部改稱為中等部，並遷移至位於國分寺市的現址。
2002年開始招收男性學生，成為男女混合教育學校，同時也開辦初等部。